# عبدالمهدی بخشنده
عبدالمهدی بخشنده مقام مسئول و استاد دانشگاه ایرانی است که در زمان صدارت  محمود حجتی در وزارت کشاورزی ایران در دولت‌های حسن روحانی و سید محمد خاتمی (دولت هشتم) معاون برنامه‌ریزی و امور اقتصادی وزیر جهاد کشاورزی ایران بود. او پس از دولت خاتمی اداره هلدینگ کشاورزی بنیاد مستضعفان را بر عهده داشت.
بخشنده فعالیت خود در وزارت جهاد در سال ۱۳۶۰ شروع کرد. او پیشتر از از ۲۴ مردادماه ۱۳۷۹ تا ۲ اردیبهشت ماه ۱۳۸۰ ریاست دانشگاه شهید چمران اهواز را بر عهده داشته‌است. بخشنده هم‌اکنون عضو هیئت علمی گروه آموزشی زراعت و اصلاح نباتات دانشکده کشاورزی دانشگاه کشاورزی و منابع طبیعی رامین است.
بخشنده دارای دکتری فیزیولوژی گیاهان زراعی از دانشگاه نیوکاسل انگلستان است.